# Universiteit van Montréal
De Universiteit van Montréal (Frans: Université de Montréal) is een van de vier universiteiten in Montréal in de Canadese provincie Québec. Het is het grootste onderzoeksinstituut van Québec en een van de grootste in Canada. Met haar 55.000 studenten is het ook de een na grootste Franstalige universiteit ter wereld, na de Sorbonne in Parijs.
De grote campus wordt gedomineerd door de imposante art-deco-toren van het hoofdgebouw, dat zich bevindt op de noordelijke helling van de heuvel Mont Royal, in de wijk Côte-des-Neiges. Montréals eerste Franstalige universiteit werd opgericht op 14 februari 1920. Op 3 juni 1943 werd de campus in Côte-des-Neiges in gebruik genomen.
De Universiteit van Montréal bestaat uit 13 faculteiten, een aan de universiteit verbonden businessschool (HEC Montréal) en een aan de universiteit verbonden technische school (École Polytechnique). De universiteit is bereikbaar door de metrostations Côte-des-Neiges, Université-de-Montréal en Édouard-Montpetit.